# Nati il 4 febbraio
| Questa pagina contiene informazioni ricavate automaticamente dalle voci biografiche con l'ausilio del template Bio e di un bot. L'aggiornamento è periodico e automatico e ricostruisce completamente la pagina. Se manca una persona in questa lista, sei pregato di non aggiungerla, ma accertati piuttosto che la sua voce biografica contenga il template Bio e che i dati anagrafici siano correttamente compilati. Se il template Bio manca, inseriscilo tu stesso o, in alternativa, metti l'avviso {{tmp\|Bio}} che ne segnala la mancanza. Se i dati riportati sono sbagliati, correggi direttamente la voce biografica; le modifiche saranno visibili in questa lista entro pochi giorni. Per chiarimenti vedi il progetto biografie. La lista contiene solo le 1.235 persone che sono citate nell'enciclopedia e per le quali è stato implementato correttamente il template Bio. Pagina aggiornata al 17 ago 2025. |

## XIV secolo(4)
- 1337 - Luigi II di Borbone, conte francese († 1410)
- 1350 - Branda Castiglioni, cardinale, umanista e mecenate italiano († 1443)
- 1378 - Caterina di Valois, principessa francese († 1388)
- 1381 - Mariano di Jacopo, ingegnere italiano

## XV secolo(7)
- 1447 - Ludovico Lazzarelli, poeta e filosofo italiano († 1500)
- 1466 - Scipione Forteguerri, grammatico e umanista italiano († 1515)
- 1469 - Annibale II Bentivoglio, condottiero italiano († 1540)
- 1483 - Ridolfo del Ghirlandaio, pittore italiano († 1561)
- 1494 - Jean de la Valette, condottiero e presbitero francese († 1568)
- 1495 - Francesco II Sforza, storico italiano († 1535)
- 1498 - Giorgio I di Württemberg-Mömpelgard, nobile tedesco († 1558)

## XVI secolo(8)
- 1505 - Mikołaj Rej, poeta polacco († 1569)
- 1515 - Mikołaj Krzysztof Radziwiłł, nobile polacco († 1565)
- 1543 - Johannes Heurnius, medico e naturalista olandese († 1601)
- 1553 - Mōri Terumoto, militare giapponese († 1625)
- 1563 - Daniel Tilenus, religioso e teologo tedesco († 1633)
- 1575 - Pierre de Bérulle, teologo e cardinale francese († 1629)
- 1589 - Elia Naurizio, pittore italiano († 1657)
- 1590 - Redento Baranzano, presbitero, astronomo e scrittore italiano († 1622)

## XVII secolo(18)
- 1639 - Alessandro Melani, compositore italiano († 1703)
- 1646 - Hans Assmann von Abschatz, poeta tedesco († 1699)
- 1663 - Edward Lee, I conte di Lichfield, nobile e politico britannico († 1716)
- 1667 - Alessandro Magnasco, pittore italiano († 1749)
- 1669 - Raymund Ferdinand von Rabatta, vescovo cattolico tedesco († 1722)
- 1676 - Giacomo Facco, compositore, violoncellista e violinista italiano († 1753)
- 1677 - Johann Ludwig Bach, musicista, violinista e compositore tedesco († 1731)
- 1682 - Johann Friedrich Böttger, chimico, inventore e alchimista tedesco († 1719)
- 1683 - Jean-Baptiste Bénard de la Harpe, esploratore francese († 1765)
- 1685 - Pietro Antonio Falco, presbitero e inventore italiano († 1752)
- 1687 - Joseph Effner, architetto tedesco († 1745)
- 1688 - Pierre de Marivaux, drammaturgo e scrittore francese († 1763)
- 1689 - Johann Christian Feige, scultore e intagliatore tedesco († 1751)
- 1690 - Christian Müller, organaro tedesco († 1763)
- 1693 - Flaminio Corner, storico italiano († 1778)
- 1696 - Marco Foscarini, doge († 1763)
- 1696 - Enrico II di Reuss-Greiz, nobile tedesco († 1722)
- 1698 - Enrico Augusto de la Motte Fouqué, generale tedesco († 1774)

## XVIII secolo(44)
- 1703 - Giovanni Claudio Fromond, matematico, fisico e filosofo italiano († 1765)
- 1707 - Antonio Corgnolini, fantino italiano
- 1716 - José Solís Folch de Cardona, spagnolo († 1770)
- 1722 - Antonio Greppi, nobile, diplomatico e banchiere italiano († 1799)
- 1724 - Dru Drury, entomologo e saggista britannico († 1803)
- 1726 - Jean-Jacques Blaise d'Abbadie, funzionario francese († 1765)
- 1726 - Francesco di Monaco, principe monegasco († 1743)
- 1727 - Antoine Groignard, militare e ingegnere francese († 1799)
- 1731 - Giovanni Andrea Serrao, vescovo cattolico italiano († 1799)
- 1736 - Antoine de Vignerot du Plessis, generale e nobile francese († 1791)
- 1740 - Carl Michael Bellman, poeta e compositore svedese († 1795)
- 1740 - Adam Philippe de Custine, generale francese († 1793)
- 1741 - Aleksandr Romanovič Voroncov, politico, diplomatico e nobile russo († 1805)
- 1746 - Tadeusz Kościuszko, generale e ingegnere polacco († 1817)
- 1750 - Maria Giovanna Gabriella d'Asburgo-Lorena, nobile austriaca († 1762)
- 1758 - Pierre Gardel, danzatore e coreografo francese († 1840)
- 1761 - Giorgio I di Sassonia-Meiningen, duca tedesco († 1803)
- 1761 - Blasius Merrem, naturalista tedesco († 1824)
- 1767 - Pierre Trénitz, danzatore e coreografo francese († 1825)
- 1769 - Samuel Isperuszoon Wiselius, politico e scrittore olandese († 1845)
- 1773 - François Joseph Didier Liedot, militare e ingegnere francese († 1812)
- 1773 - George Montagu, VI conte di Sandwich, nobile inglese († 1818)
- 1774 - Peter Elmsley, filologo classico inglese († 1825)
- 1774 - Jean-François Le Nepvou de Carfort, generale e nobile francese († 1847)
- 1774 - Frederick Traugott Pursh, botanico statunitense († 1820)
- 1776 - Marc Bédarride, scrittore francese († 1846)
- 1776 - Luigi Muzzi, letterato, filologo e epigrafista italiano († 1865)
- 1776 - Ignacy Ludwik Pawłowski, arcivescovo cattolico polacco († 1842)
- 1776 - Gottfried Reinhold Treviranus, naturalista tedesco († 1837)
- 1777 - Johanna Emerentia von Bilang, miniaturista svedese († 1857)
- 1778 - Augustin Pyrame de Candolle, botanico e micologo svizzero († 1841)
- 1782 - Francesco Luigi Giuseppe di Borbone-Busset, generale e politico francese († 1856)
- 1783 - Eugène de Planard, drammaturgo e librettista francese († 1853)
- 1786 - Marija Pavlovna Romanova, nobile russa († 1859)
- 1788 - John Kenrick, storico e traduttore inglese († 1877)
- 1789 - Ignazio Costa della Torre, politico e magistrato italiano († 1872)
- 1789 - Giovan Battista Mazzoni, imprenditore e politico italiano († 1867)
- 1790 - John Bachman, naturalista statunitense († 1874)
- 1792 - James Gillespie Birney, politico statunitense († 1857)
- 1793 - Alfred Duvaucel, naturalista francese († 1824)
- 1795 - Jakob von Hartmann, generale tedesco († 1873)
- 1795 - Giuseppe Pomba, tipografo e editore italiano († 1876)
- 1798 - John Cochrane, scacchista e avvocato scozzese († 1878)
- 1799 - Almeida Garrett, scrittore portoghese († 1854)

## XIX secolo(175)
- 1801 - Giuseppe Bianca, botanico italiano († 1883)
- 1802 - Carl Heinrich Ebermaier, botanico e medico tedesco († 1870)
- 1803 - Thomas Furlong, vescovo cattolico irlandese († 1875)
- 1804 - Johann Friedrich Dietler, pittore svizzero († 1874)
- 1804 - Julius Hermann Schultes, botanico austriaco († 1840)
- 1805 - William Harrison Ainsworth, scrittore e giornalista inglese († 1882)
- 1805 - Maria De Mattias, religiosa italiana († 1866)
- 1806 - Saverio Marchese, pittore italiano († 1859)
- 1807 - Giacomo Durando, generale e politico italiano († 1894)
- 1807 - Marija Aleksandrovna Potocka, nobildonna russa († 1845)
- 1807 - Luigi Tonini, storico e bibliografo italiano († 1874)
- 1808 - Michele Costa, compositore e direttore d'orchestra italiano († 1884)
- 1808 - Charles-Pierre Denonvilliers, medico francese († 1872)
- 1808 - George Rawdon-Hastings, II marchese di Hastings, nobile inglese († 1844)
- 1808 - Josef Kajetán Tyl, drammaturgo e attore teatrale ceco († 1856)
- 1810 - Alexis Soyer, cuoco e scrittore francese († 1858)
- 1811 - Aristide Cavaillé-Coll, organaro francese († 1899)
- 1811 - Pier Giuliano Eymard, presbitero e santo francese († 1868)
- 1814 - Hermann Gundert, missionario tedesco († 1893)
- 1815 - Josip Juraj Strossmayer, vescovo cattolico croato († 1905)
- 1816 - Alexander Gustav von Schrenk, naturalista tedesco († 1876)
- 1820 - Alphonse Bernoud, fotografo francese († 1889)
- 1820 - Božena Němcová, scrittrice ceca († 1862)
- 1821 - Giuseppe Elia, imprenditore e politico italiano († 1887)
- 1821 - Charles Soubre, pittore belga († 1895)
- 1822 - Antonio Cipolla, architetto italiano († 1874)
- 1822 - Virgilio Trettenero, matematico e astronomo italiano († 1863)
- 1824 - Max Bezzel, scacchista tedesco († 1871)
- 1826 - Tullo Massarani, scrittore, artista e politico italiano († 1905)
- 1827 - Edward Gabriel André Barrett, militare statunitense († 1880)
- 1827 - Tommaso Maria Martinelli, cardinale e vescovo cattolico italiano († 1888)
- 1829 - Karl Ludwig Fugger von Babenhausen, principe e generale tedesco († 1906)
- 1830 - Gustavo Venturi, botanico e avvocato italiano († 1898)
- 1830 - Elisabetta di Sassonia, principessa tedesca († 1912)
- 1831 - Enrico Sartori, pittore italiano († 1889)
- 1834 - Eugenio Cecconi, arcivescovo cattolico e poeta italiano († 1888)
- 1835 - Albert Dicey, costituzionalista inglese († 1922)
- 1835 - René Reille, politico, militare e nobile francese († 1898)
- 1836 - Paul Barbe, imprenditore e politico francese († 1890)
- 1837 - Jules Sambon, numismatico italiano († 1921)
- 1839 - Hamengkubuwono VII, sovrano indonesiano († 1931)
- 1840 - Hiram Stevens Maxim, inventore statunitense († 1916)
- 1842 - Giuseppe Bertolotti, presbitero e teologo italiano († 1931)
- 1842 - Georg Brandes, critico letterario e filosofo danese († 1927)
- 1842 - Riccardo Luzzatto, patriota, avvocato e politico italiano († 1923)
- 1842 - Calcedonio Reina, pittore e poeta italiano († 1911)
- 1842 - Hugo Schuchardt, linguista tedesco († 1927)
- 1843 - Claudius Schraudolph il Giovane, pittore tedesco († 1902)
- 1844 - Andrea Amrhein, monaco cristiano svizzero († 1927)
- 1845 - Giovanni Camerana, poeta, critico d'arte e magistrato italiano († 1905)
- 1847 - Remus von Woyrsch, feldmaresciallo prussiano († 1920)
- 1848 - Jean Aicard, poeta, scrittore e drammaturgo francese († 1921)
- 1848 - Hermann von Hatzfeldt, militare e politico tedesco († 1933)
- 1849 - Jean Richepin, poeta, scrittore e drammaturgo francese († 1926)
- 1850 - Michele Amato Pojero, politico italiano († 1914)
- 1854 - Marie Béquet de Vienne, attivista francese († 1913)
- 1854 - Franz Courtens, pittore belga († 1943)
- 1856 - Charles Frechon, pittore francese († 1929)
- 1856 - Basílio Teles, filosofo, politico e saggista portoghese († 1923)
- 1857 - Cosimo Canovetti, ingegnere italiano († 1932)
- 1858 - Walter Palmer, I baronetto, imprenditore, politico e nobile inglese († 1910)
- 1859 - Jules Combarieu, musicologo francese († 1916)
- 1859 - Léon Duguit, giurista francese († 1928)
- 1859 - Gus Leonard, attore statunitense († 1939)
- 1860 - Paolo Emilio Bilotti, educatore, storico e archivista italiano († 1927)
- 1861 - Franz Winter, archeologo e storico dell'arte tedesco († 1930)
- 1862 - Hjalmar Hammarskjöld, giurista e politico svedese († 1953)
- 1863 - Nevill Cobbold, calciatore inglese († 1922)
- 1863 - Alfred Lacroix, geologo, mineralogista e vulcanologo francese († 1948)
- 1863 - Pauline de Ahna, soprano tedesco († 1950)
- 1864 - Rosolino Colella, politico e psichiatra italiano († 1940)
- 1865 - Charles Bally, linguista svizzero († 1947)
- 1865 - Luigi di San Giusto, scrittrice e giornalista italiana († 1936)
- 1865 - Délia Tétreault, religiosa canadese († 1941)
- 1866 - Władysław Podkowiński, pittore e illustratore polacco († 1895)
- 1866 - Saigō Shirō, judoka giapponese († 1922)
- 1867 - Alexander Godley, generale britannico († 1957)
- 1868 - Constance Markiewicz, politica irlandese († 1927)
- 1868 - Mahmud di Pahang, sovrano malese († 1917)
- 1869 - William Dudley Haywood, sindacalista statunitense († 1928)
- 1871 - Milla Davenport, attrice statunitense († 1936)
- 1871 - Friedrich Ebert, politico tedesco († 1925)
- 1871 - Gerda Lundequist, attrice svedese († 1959)
- 1872 - Giovanni Lombardi, giurista e politico italiano († 1946)
- 1872 - Biagio Longo, botanico italiano († 1950)
- 1872 - Umberto Savoja, ingegnere aeronautico e militare italiano († 1954)
- 1873 - Étienne Desmarteau, martellista canadese († 1905)
- 1873 - Alberto Gentili, musicologo e compositore italiano († 1954)
- 1873 - Siegfried von Kardorff, politico tedesco († 1945)
- 1875 - Cesare Battisti, patriota e giornalista italiano († 1916)
- 1875 - Filippo di Gesù Munárriz Azcona, presbitero spagnolo († 1936)
- 1875 - Ludwig Prandtl, ingegnere e fisico tedesco († 1953)
- 1876 - Aggie Herring, attrice statunitense († 1939)
- 1878 - Giuseppe Adami, drammaturgo, librettista e giornalista italiano († 1946)
- 1878 - Louis Camille Maillard, chimico e medico francese († 1936)
- 1878 - Grigorij Ivanovič Petrovskij, rivoluzionario e politico russo († 1958)
- 1878 - Hermann Weller, poeta e linguista tedesco († 1956)
- 1878 - Zabel Yesayan, scrittrice e traduttrice armena († 1943)
- 1879 - Jacques Copeau, attore, regista teatrale e drammaturgo francese († 1949)
- 1879 - Michael Dwyer, politico canadese († 1953)
- 1880 - Giuseppe Carlo Catalano, prefetto e politico italiano († 1971)
- 1880 - Antonino Lo Surdo, fisico italiano († 1949)
- 1880 - Paul Lotsij, canottiere olandese († 1910)
- 1880 - Filippo Sibirani, matematico italiano († 1957)
- 1880 - Angelo Cesare Vigiani, vescovo cattolico e missionario italiano († 1961)
- 1881 - Fernand Léger, pittore francese († 1955)
- 1881 - Jakov Aleksandrovič Protazanov, regista cinematografico sovietico († 1945)
- 1881 - Rudolph Tesiny, lottatore statunitense († 1926)
- 1881 - Kliment Efremovič Vorošilov, generale e politico sovietico († 1969)
- 1882 - George Jean Nathan, critico teatrale statunitense († 1958)
- 1883 - George Bell, vescovo anglicano britannico († 1958)
- 1883 - Viktor Emil von Gebsattel, psichiatra, umanista e psicoterapeuta tedesco († 1976)
- 1883 - Adrien-Joseph Larribeau, vescovo cattolico e missionario francese († 1974)
- 1883 - Guido Solitro, funzionario e storico italiano († 1944)
- 1884 - Veljko Petrović, poeta e scrittore serbo († 1967)
- 1884 - Giovan Battista Raja, avvocato e politico italiano († 1957)
- 1884 - Alessandro Trerè, calciatore italiano († 1924)
- 1885 - Wilfred Backhouse Alexander, ornitologo e entomologo britannico († 1965)
- 1885 - Pic Günthardt, calciatore svizzero († 1965)
- 1885 - Cairine Wilson, politica canadese († 1962)
- 1885 - Georgina de Albuquerque, pittrice brasiliana († 1962)
- 1886 - Sune Almkvist, calciatore svedese († 1975)
- 1886 - Rocco Serini, matematico italiano († 1964)
- 1886 - Edward Sheldon, commediografo statunitense († 1946)
- 1887 - Zena Dare, attrice e cantante inglese († 1975)
- 1887 - Ilario Margarita, operaio e anarchico italiano († 1974)
- 1887 - Salama Musa, giornalista egiziano († 1958)
- 1887 - Masaichi Niimi, ammiraglio giapponese († 1993)
- 1888 - Clara Lollini, chimica italiana († 1987)
- 1888 - Angelo Morsenti, militare italiano († 1917)
- 1888 - Demetrio Moscato, arcivescovo cattolico italiano († 1968)
- 1888 - Torquato Nanni, politico e scrittore italiano († 1945)
- 1888 - Larry Steers, attore statunitense († 1951)
- 1889 - Richard Boleslawski, regista e attore polacco († 1937)
- 1889 - Felice Brunetti, medico, calciatore e arbitro di calcio italiano († 1967)
- 1889 - Walter Catlett, attore statunitense († 1960)
- 1889 - Enrico Lugli, generale italiano († 1967)
- 1889 - Ugo Marfuggi, generale italiano († 1974)
- 1889 - Kálmán Szury, calciatore ungherese († 1915)
- 1889 - Alfredo Zazo, storico e politico italiano († 1987)
- 1890 - Riccardo Pinazzi, trombettista, compositore e direttore di banda italiano († 1961)
- 1890 - Giuseppe Pintus, militare italiano († 1917)
- 1890 - Geoffrey Taylor, canottiere canadese († 1915)
- 1891 - Tito Collevati, ginnasta italiano († 1941)
- 1891 - Jüri Lossmann, maratoneta e mezzofondista estone († 1984)
- 1891 - Renato Petronio, canottiere italiano († 1976)
- 1892 - Ugo Betti, poeta e drammaturgo italiano († 1953)
- 1892 - Costante Lussana, mezzofondista italiano († 1944)
- 1892 - Oreste Mosca, giornalista e scrittore italiano († 1975)
- 1892 - Andrés Nin, politico e antifascista spagnolo († 1937)
- 1892 - Paul L. Stein, regista e sceneggiatore austriaco († 1951)
- 1893 - Elsie Cameron Corbett, militare britannica († 1977)
- 1893 - Raymond Dart, antropologo, paleontologo e anatomista australiano († 1988)
- 1893 - Mario Meneghetti, calciatore italiano († 1942)
- 1893 - Franz Merke, chirurgo svizzero († 1975)
- 1894 - Nunzio Malasomma, regista e sceneggiatore italiano († 1974)
- 1895 - Domenico Baranelli, pittore italiano († 1987)
- 1895 - Nigel Bruce, attore britannico († 1953)
- 1895 - Ligg Iasù, etiope († 1935)
- 1895 - Hanns Albin Rauter, generale austriaco († 1949)
- 1896 - George Dossin, archeologo, assiriologo e storico dell'arte belga († 1993)
- 1896 - Friedrich Glauser, scrittore svizzero († 1938)
- 1896 - Friedrich Hund, fisico tedesco († 1997)
- 1896 - Ettore Leale, calciatore e politico italiano († 1963)
- 1897 - Ludwig Erhard, politico tedesco († 1977)
- 1897 - Aldo Finzi, compositore italiano († 1945)
- 1897 - Mario Romagnoli, radiologo e militare italiano († 1960)
- 1898 - Josef Blum, calciatore e allenatore di calcio austriaco († 1956)
- 1898 - Umberto Onorato, disegnatore, scenografo e giornalista italiano († 1967)
- 1899 - István Mészáros, calciatore e allenatore di calcio ungherese († 1944)
- 1899 - Raffaello Riccardi, politico e dirigente sportivo italiano († 1977)
- 1899 - Carlo Saraudi, pugile e allenatore di pugilato italiano († 1973)
- 1900 - Emil Girl, nuotatore e pallanuotista cecoslovacco
- 1900 - Vincent Impellitteri, politico italiano († 1987)
- 1900 - Jacques Prévert, poeta e sceneggiatore francese († 1977)

## XX secolo(938)
- 1901 - Willem Bokhoven, pallanuotista olandese († 1982)
- 1901 - Hans Drakenberg, schermidore svedese († 1982)
- 1901 - Lee Hoi-chuen, cantante, attore teatrale e attore hongkonghese († 1965)
- 1901 - Alexander Werth, scrittore e giornalista russo († 1969)
- 1902 - Manuel Álvarez Bravo, fotografo messicano († 2002)
- 1902 - Carlo Ansermino, calciatore italiano
- 1902 - Charles Lindbergh, aviatore statunitense († 1974)
- 1902 - Carlo Nasalli Rocca di Corneliano, generale italiano († 1994)
- 1902 - Hartley Shawcross, magistrato e nobile britannico († 2003)
- 1902 - Jean van Silfhout, nuotatore, canottiere e pallanuotista olandese († 1956)
- 1902 - Isidoro Sota, calciatore messicano († 1976)
- 1903 - Edwin Denby, poeta e scrittore statunitense († 1983)
- 1903 - Román Fresnedo Siri, architetto uruguaiano († 1975)
- 1903 - Alexander Imich, parapsicologo, chimico e supercentenario polacco († 2014)
- 1903 - Romolo Venucci, pittore e scultore italiano († 1976)
- 1904 - Deng Yingchao, politica cinese († 1992)
- 1904 - Antonín Křišťál, calciatore cecoslovacco († 1976)
- 1904 - MacKinlay Kantor, scrittore, sceneggiatore e giornalista statunitense († 1977)
- 1904 - Werner Nilsen, calciatore e allenatore di calcio norvegese († 1992)
- 1904 - Teo Otto, pittore e scenografo tedesco († 1968)
- 1904 - Georges Sadoul, storico del cinema e critico cinematografico francese († 1967)
- 1904 - Jean Tranchant, compositore, cantante e pittore francese († 1972)
- 1905 - Turan Amirsoleimani, nobildonna persiana († 1994)
- 1905 - Giorgio Bo, politico, antifascista e partigiano italiano († 1980)
- 1905 - Cookie Cunningham, giocatore di football americano, cestista e allenatore di pallacanestro statunitense († 1995)
- 1905 - Francesco Di Benedetto, militare italiano († 1936)
- 1905 - Francesco Giuseppe d'Asburgo-Lorena, nobile austriaco († 1975)
- 1905 - Jared French, pittore e fotografo statunitense († 1988)
- 1906 - Dietrich Bonhoeffer, teologo, partigiano e pastore protestante tedesco († 1945)
- 1906 - Elizabeth Carnegy Arbuthnott, schermitrice britannica († 1985)
- 1906 - George Davis, scrittore inglese († 1957)
- 1906 - Nicholas Georgescu-Roegen, economista, matematico e statistico rumeno († 1994)
- 1906 - Pino Ghisi, calciatore italiano
- 1906 - Franz Hössler, militare tedesco († 1945)
- 1906 - Bruno Innocenti, scultore italiano († 1986)
- 1906 - Fritz Kraatz, hockeista su ghiaccio e dirigente sportivo svizzero († 1992)
- 1906 - Clyde Tombaugh, astronomo statunitense († 1997)
- 1907 - Mathias Becker, calciatore lussemburghese († 1952)
- 1907 - Otto Ohlendorf, generale e agente segreto tedesco († 1951)
- 1907 - Evžen Veselý, calciatore cecoslovacco († 1947)
- 1908 - Giuseppe Arnoldi, calciatore italiano († 1985)
- 1908 - Julian Bell, poeta e scrittore britannico († 1937)
- 1908 - Franco Grignani, grafico e artista italiano († 1999)
- 1908 - Mally Johnson, cestista statunitense († 1969)
- 1908 - Josef Losert, schermidore austriaco († 1993)
- 1908 - Pietro Poccardi, calciatore italiano († 1951)
- 1908 - Heinz Pollay, cavaliere tedesco († 1979)
- 1909 - Virgilio Andrioli, giurista italiano († 2005)
- 1909 - Abraham Calazacón, politico ecuadoriano († 1981)
- 1909 - Vittorio Calvino, giornalista, commediografo e sceneggiatore italiano († 1956)
- 1909 - Robert Coote, attore britannico († 1982)
- 1909 - William Eriksen, calciatore norvegese († 1999)
- 1909 - René Gruau, illustratore italiano († 2004)
- 1909 - Kōichi Kudō, allenatore di calcio e calciatore giapponese († 1971)
- 1910 - Francesco De Gregori, militare e partigiano italiano († 1945)
- 1910 - Uys Krige, scrittore sudafricano († 1987)
- 1910 - David Lavender, storico e scrittore statunitense († 2003)
- 1910 - Rodolfo Mayer, attore brasiliano († 1985)
- 1910 - Giuseppe Verk, calciatore italiano
- 1911 - Gino Germani, sociologo italiano († 1979)
- 1911 - Gianpaolo Lazzaro, pittore italiano († 1977)
- 1911 - Boris Ėduardovič Nirenburg, regista sovietico († 1986)
- 1911 - Francisco Rúa, calciatore argentino († 1993)
- 1911 - Geoffrey Willans, scrittore e sceneggiatore britannico († 1958)
- 1912 - Leo Clement Andrew Arkfeld, arcivescovo cattolico statunitense († 1999)
- 1912 - Fabòn, pittore italiano († 1969)
- 1912 - James Craig, attore statunitense († 1985)
- 1912 - Vittorio Giorgi, politico italiano († 2009)
- 1912 - Constantin Herold, cestista e allenatore di pallacanestro rumeno († 1984)
- 1912 - Jean Hérold-Paquis, politico e giornalista francese († 1945)
- 1912 - Erich Leinsdorf, direttore d'orchestra austriaco († 1993)
- 1912 - Olga Schiavo, artista italiana († 1991)
- 1912 - Louis-Albert Vachon, cardinale e arcivescovo cattolico canadese († 2006)
- 1913 - Nobuya Abe, pittore giapponese († 1971)
- 1913 - Ernst Hufschmid, calciatore svizzero († 2001)
- 1913 - Guerino Iezza, militare italiano († 1940)
- 1913 - Étienne Martin, scultore francese († 1995)
- 1913 - Rosa Parks, attivista statunitense († 2005)
- 1913 - Richard Seaman, pilota automobilistico britannico († 1939)
- 1913 - Ab de Vries, calciatore olandese († 1998)
- 1914 - Alfred Andersch, scrittore e editore tedesco († 1980)
- 1914 - Jette Bang, fotografa e regista danese († 1964)
- 1914 - Pierre Ceyrac, gesuita e missionario francese († 2012)
- 1914 - Severino Compagnoni, fondista italiano († 2006)
- 1914 - Bruno Corbi, pubblicista, politico e partigiano italiano († 1983)
- 1914 - Vladimir Dedijer, storico e politico jugoslavo († 1990)
- 1914 - Maurice Dupuis, calciatore francese († 1977)
- 1914 - Arsenio Frugoni, medievista italiano († 1970)
- 1914 - Enrico Rodolfo Galbiati, presbitero, filologo e bibliotecario italiano († 2004)
- 1915 - Cesare Dami, economista e politico italiano († 1973)
- 1915 - Christophe Didier, ciclista su strada lussemburghese († 1978)
- 1915 - Ray Evans, compositore statunitense († 2007)
- 1915 - Walter Reder, ufficiale e criminale di guerra tedesco († 1991)
- 1915 - William Talman, attore statunitense († 1968)
- 1915 - Norman Wisdom, attore, comico e sceneggiatore britannico († 2010)
- 1915 - Eugenio Wolk, militare italiano († 1995)
- 1916 - Tom Wukovits, cestista statunitense († 1991)
- 1917 - Franceska Mann, ballerina polacca († 1943)
- 1917 - Josseline Gaël, attrice francese († 1995)
- 1917 - Fritz Hartnagel, militare e giurista tedesco († 2001)
- 1917 - Yahya Khan, generale e politico pakistano († 1980)
- 1918 - Jose C. Abriol, presbitero, linguista e scrittore filippino († 2003)
- 1918 - Fëdor Davydovič Kulakov, politico sovietico († 1978)
- 1918 - Ida Lupino, attrice, regista e sceneggiatrice inglese († 1995)
- 1918 - Luigi Pareyson, filosofo italiano († 1991)
- 1919 - Pëtr Barbašëv, militare sovietico († 1942)
- 1919 - Georg Bleher, militare tedesco († 2013)
- 1919 - Paul Boudier, militare e aviatore francese († 2003)
- 1919 - Guido Fantoni, lottatore italiano († 1974)
- 1919 - Silvano Filippelli, politico e pubblicista italiano († 1977)
- 1919 - Gavino Tolis, militare italiano († 1944)
- 1919 - Janet Waldo, attrice e doppiatrice statunitense († 2016)
- 1920 - Addison Baker, militare e aviatore statunitense († 1943)
- 1920 - Gerardo Guerrieri, regista e drammaturgo italiano († 1986)
- 1920 - Robert Murray Hanson, militare e aviatore statunitense († 1944)
- 1920 - Gilbert Lazard, glottologo, linguista e iranista francese († 2018)
- 1920 - Adriano Milani Comparetti, medico italiano († 1986)
- 1920 - Aventino Pavese, calciatore italiano († 2006)
- 1920 - Enrico Radio, allenatore di calcio, dirigente sportivo e calciatore italiano († 2012)
- 1920 - Sid Sackson, ingegnere statunitense († 2002)
- 1921 - Remo Airoldi, bobbista italiano
- 1921 - Sole Di Giuseppe, poeta italiano († 2005)
- 1921 - Nicholas DiOrio, calciatore statunitense († 2003)
- 1921 - Ajmone Finestra, politico italiano († 2012)
- 1921 - Betty Friedan, attivista statunitense († 2006)
- 1921 - Geraldine Katt, attrice austriaca († 1995)
- 1921 - Ivan Marhityč, vescovo cattolico ucraino († 2003)
- 1921 - Aldo Sacchetti, partigiano italiano († 2018)
- 1921 - Lotfi Zadeh, ingegnere e matematico persiano († 2017)
- 1922 - André Brulé, ciclista su strada e ciclocrossista francese († 2015)
- 1922 - Domenico Danzuso, critico teatrale italiano († 2000)
- 1922 - Gustav Gerhart, calciatore austriaco († 1990)
- 1922 - William Phipps, attore statunitense († 2018)
- 1922 - Domenico Segreto, politico italiano († 2010)
- 1923 - Conrad Bain, attore canadese († 2013)
- 1923 - Bonar Bain, attore canadese († 2005)
- 1923 - Belisario Betancur Cuartas, politico colombiano († 2018)
- 1923 - Juan Burgueño, calciatore uruguaiano († 1997)
- 1923 - Guido Capello, calciatore e allenatore di calcio italiano († 2001)
- 1923 - Corrado Pontalti, dirigente sportivo e partigiano italiano († 2016)
- 1923 - Roland Spångberg, pallanuotista svedese († 2011)
- 1923 - Chic Stone, fumettista statunitense († 2000)
- 1924 - Karl Adam, calciatore tedesco († 1999)
- 1924 - Alberto Giglioli, vescovo cattolico italiano († 2005)
- 1925 - Arne Åhman, triplista e altista svedese († 2022)
- 1925 - Albino Baldan, canottiere italiano († 1991)
- 1925 - Gerald Calabrese, cestista e politico statunitense († 2015)
- 1925 - Russell Hoban, scrittore statunitense († 2011)
- 1925 - Stanley Karnow, giornalista, scrittore e storico statunitense († 2013)
- 1926 - Karl Beckson, critico letterario e saggista statunitense († 2008)
- 1926 - Roberto Fertonani, traduttore e saggista italiano († 2000)
- 1926 - Albert Frère, imprenditore belga († 2018)
- 1926 - Gyula Grosics, allenatore di calcio e calciatore ungherese († 2014)
- 1926 - Abd el-Aziz el-Zoubi, politico israeliano († 1974)
- 1927 - Vittorio Brevi, pittore italiano († 2003)
- 1927 - Bob Burtwell, cestista e allenatore di pallacanestro canadese († 2012)
- 1927 - Arthur Cohn, produttore cinematografico svizzero
- 1927 - Lucia Danieli, mezzosoprano italiano († 2005)
- 1927 - Horst Ehmke, politico tedesco († 2017)
- 1927 - Alberto Fommei, calciatore italiano († 2022)
- 1927 - Tony Fruscella, trombettista statunitense († 1969)
- 1927 - Rolf Landauer, fisico tedesco († 1999)
- 1927 - Gian Luigi Polidoro, regista, attore e sceneggiatore italiano († 2000)
- 1928 - Vasilij Buzunov, calciatore e hockeista su ghiaccio sovietico († 2008)
- 1928 - Kim Yong-nam, politico nordcoreano
- 1928 - Ramon Mitra Jr., politico, diplomatico e attivista filippino († 2000)
- 1928 - Stefano Salvemini, politico italiano († 2003)
- 1928 - Giuseppe Sapia, politico italiano († 2010)
- 1929 - Jerry Adler, attore e regista teatrale statunitense
- 1929 - Osvaldo Biancardi, calciatore italiano († 1988)
- 1929 - Reino Börjesson, calciatore svedese († 2023)
- 1929 - Marinka Dallos, pittrice ungherese († 1992)
- 1929 - Stanley Drucker, clarinettista statunitense († 2022)
- 1929 - Neil Johnston, cestista e allenatore di pallacanestro statunitense († 1978)
- 1929 - Luboš Kolář, cestista cecoslovacco († 2012)
- 1929 - Antonio Parras, fumettista spagnolo († 2010)
- 1929 - Silvano Tintori, architetto italiano († 2020)
- 1929 - Francisco Zuluaga, allenatore di calcio e calciatore colombiano († 1993)
- 1930 - Salvatore Briguglio, mafioso statunitense († 1978)
- 1930 - Giampaolo Lomi, regista italiano († 2021)
- 1930 - Jim Loscutoff, cestista statunitense († 2015)
- 1930 - Anthony Madigan, pugile australiano († 2017)
- 1930 - Borislav Pekić, scrittore, drammaturgo e sceneggiatore serbo († 1992)
- 1930 - Piero Rossi, scrittore, alpinista e fotografo italiano († 1983)
- 1930 - Giorgio Valussi, geografo italiano († 1990)
- 1930 - Joseph Ventaja, pugile francese († 2003)
- 1930 - Sebastiano Vincelli, politico italiano († 1999)
- 1931 - Mohamad Ali Fardin, attore e lottatore iraniano († 2000)
- 1931 - Isabel Martínez de Perón, politica argentina
- 1931 - César Vieira, allenatore di calcio a 5 brasiliano († 2021)
- 1932 - Mioara Avram, linguista romena († 2004)
- 1932 - Robert Coover, scrittore e slavista statunitense († 2024)
- 1932 - Ivan Davis, pianista statunitense († 2018)
- 1932 - Shigeo Fukuda, designer giapponese († 2009)
- 1932 - Dagmar Hubálková, cestista cecoslovacca († 2019)
- 1932 - Antonio Lubrano, giornalista e conduttore televisivo italiano
- 1932 - Bruno Maggioni, biblista italiano († 2020)
- 1932 - Giuseppe Patrucco, ex calciatore italiano
- 1932 - Raoul Schollhammer, allenatore di calcio e calciatore francese († 2022)
- 1932 - Jaroslav Tetiva, cestista cecoslovacco († 2021)
- 1933 - Carlo Flamigni, medico e scrittore italiano († 2020)
- 1933 - Massimo Gorla, politico italiano († 2004)
- 1933 - Toshi Ichiyanagi, compositore e pianista giapponese († 2022)
- 1933 - Jimmy Murray, calciatore scozzese († 2015)
- 1934 - Paul Benjamin, attore statunitense († 2019)
- 1934 - Luigi Guidobono Cavalchini Garofoli, funzionario e diplomatico italiano
- 1934 - François Konter, calciatore lussemburghese († 2018)
- 1934 - Bruce Malmuth, regista e attore statunitense († 2005)
- 1934 - Fernando Manzaneque, ciclista su strada, pistard e dirigente sportivo spagnolo († 2004)
- 1934 - Humberto Tozzi, calciatore brasiliano († 1980)
- 1935 - Carlo Pisati, politico italiano († 2011)
- 1935 - Alberto Stefanelli, ex calciatore italiano
- 1935 - Martti Talvela, basso finlandese († 1989)
- 1935 - Collin Wilcox, attrice statunitense († 2009)
- 1936 - Giorgio Biguzzi, vescovo cattolico italiano († 2024)
- 1936 - Tony Blue, mezzofondista australiano († 2020)
- 1936 - David Brenner, attore e umorista statunitense († 2014)
- 1936 - Gary Conway, attore, sceneggiatore e imprenditore statunitense
- 1936 - Anna Majani, imprenditrice e politica italiana († 2021)
- 1936 - Claude Nobs, imprenditore svizzero († 2013)
- 1936 - Kiyoko Ono, ginnasta giapponese († 2021)
- 1936 - Antonio Siciliano, montatore italiano
- 1937 - Giampaolo Calanchini, schermidore italiano († 2007)
- 1937 - John Colrain, allenatore di calcio e calciatore scozzese († 1984)
- 1937 - John Devitt, nuotatore australiano († 2023)
- 1937 - William March, sollevatore statunitense († 2022)
- 1937 - Magnar Solberg, ex biatleta norvegese
- 1937 - Ivo Vetrano, calciatore italiano († 2016)
- 1938 - Luciano Gallusi, calciatore italiano († 2017)
- 1938 - Halina Górecka, ex velocista polacca
- 1938 - Isao Inokuma, judoka giapponese († 2001)
- 1938 - Tomoharu Katsumata, regista giapponese
- 1938 - Zygmunt Malanowicz, attore polacco († 2021)
- 1938 - Andrea Margheri, politico italiano
- 1938 - Enzo Tiezzi, chimico, politico e ambientalista italiano († 2010)
- 1938 - Ted White, scrittore di fantascienza, editore e critico musicale statunitense
- 1939 - Paolo Farina, calciatore italiano († 2022)
- 1940 - Dietrich Albrecht, ex calciatore tedesco
- 1940 - Carla Barbarella, politica italiana
- 1940 - Antonio Calpe, calciatore spagnolo († 2021)
- 1940 - Francisco Checa, cestista panamense († 2008)
- 1940 - Chiara Frugoni, storica e scrittrice italiana († 2022)
- 1940 - László Keglovich, ex calciatore ungherese
- 1940 - George A. Romero, regista e sceneggiatore statunitense († 2017)
- 1940 - John Schuck, attore statunitense
- 1940 - Léon Semmeling, calciatore belga († 2024)
- 1941 - Mathilde van den Brink, politica olandese († 2023)
- 1941 - Luigi Ferrero, calciatore italiano († 1990)
- 1941 - Kaarlo Kangasniemi, ex sollevatore finlandese
- 1941 - Peter Lötscher, schermidore svizzero († 2017)
- 1941 - Laisenia Qarase, politico e banchiere figiano († 2020)
- 1941 - Jiří Raška, saltatore con gli sci cecoslovacco († 2012)
- 1941 - John Steel, batterista britannico
- 1941 - Horst Trimhold, calciatore tedesco († 2021)
- 1942 - José Cid, cantante portoghese
- 1942 - James Edward Goettsche, organista statunitense († 2023)
- 1942 - Gian Maria Gros-Pietro, dirigente d'azienda e economista italiano
- 1942 - Franco Iacono, politico italiano
- 1942 - François Jauffret, ex tennista francese
- 1942 - Dragomir Milošević, generale e criminale di guerra serbo
- 1942 - Ovidi Montllor, attore e cantautore spagnolo († 1995)
- 1942 - Joaquim Rifé, allenatore di calcio e ex calciatore spagnolo
- 1942 - Frank Zander, cantante, showman e attore tedesco
- 1943 - Svetlana Babanina, ex nuotatrice sovietica
- 1943 - Francesco Barilli, regista, attore e sceneggiatore italiano
- 1943 - Barry Beckett, tastierista e produttore discografico statunitense († 2009)
- 1943 - Luigi De Mitri, pittore e storico dell'arte italiano
- 1943 - Sergej Dubov, giornalista, editore e imprenditore russo († 1994)
- 1943 - Sigitas Geda, scrittore lituano († 2008)
- 1943 - Bozidar Ranogajec, ex calciatore jugoslavo
- 1943 - Wanda Rutkiewicz, alpinista polacca († 1992)
- 1943 - Padma Subrahmanyam, danzatrice, coreografa e compositrice indiana
- 1943 - Ken Thompson, informatico e hacker statunitense
- 1944 - El Anatsui, artista ghanese
- 1944 - Serge Ducosté, calciatore haitiano († 2024)
- 1944 - Gennadij Evrjužichin, calciatore sovietico († 1998)
- 1944 - Primo Greganti, politico italiano
- 1944 - Candida Höfer, fotografa tedesca
- 1944 - Guy Manning, ex cestista statunitense
- 1944 - Dan Mica, politico statunitense
- 1944 - Keizo Morishita, pittore giapponese († 2003)
- 1944 - Miklós Páncsics, calciatore ungherese († 2007)
- 1944 - Carlo Secchi, economista e politico italiano
- 1944 - Gary Smith, ex hockeista su ghiaccio canadese
- 1944 - Tomaso Zanoletti, politico italiano
- 1945 - Maxime Camara, politico e calciatore guineano († 2016)
- 1945 - John P. Jumper, generale statunitense
- 1945 - Patrick Le Quément, designer francese
- 1945 - Silvio Lega, politico italiano († 2021)
- 1945 - Evelyn Opela, attrice tedesca
- 1945 - Asha Puthli, cantante e attrice indiana
- 1945 - Peter Rohr, ex sciatore alpino svizzero
- 1945 - Eddie Vella, ex calciatore maltese
- 1946 - Giovanni Acciai, direttore di coro italiano
- 1946 - Pierluigi Ciriaci, regista italiano († 2009)
- 1946 - Esteban Escudero Torres, vescovo cattolico spagnolo († 2025)
- 1946 - Sharon Finneran, ex nuotatrice statunitense
- 1946 - Ivano Marescotti, attore, regista teatrale e drammaturgo italiano († 2023)
- 1946 - Léon-Paul Ménard, ciclista su strada francese († 1993)
- 1946 - Pietro Santoro, vescovo cattolico italiano
- 1946 - Metodije Spasovski, ex calciatore e allenatore di calcio jugoslavo
- 1947 - Angese, fumettista italiano († 2008)
- 1947 - Sanford Bishop, politico e avvocato statunitense
- 1947 - Adam Cheng, cantante e attore cinese
- 1947 - Stan Pilecki, rugbista a 15 australiano († 2017)
- 1947 - Dan Quayle, politico statunitense
- 1947 - Marilena Samperi, politica italiana
- 1947 - Teresio Vachet, sciatore alpino e sciatore di velocità italiano († 2025)
- 1947 - Lee Winfield, cestista e allenatore di pallacanestro statunitense († 2011)
- 1948 - Alice Cooper, cantautore e attore statunitense
- 1948 - Antonino Gioè, mafioso italiano († 1993)
- 1948 - Rod Grams, politico statunitense († 2013)
- 1948 - Antonio Mancini, criminale e collaboratore di giustizia italiano
- 1948 - Marisol, attrice e cantante spagnola
- 1948 - Jasjit Singh, ex tennista indiano
- 1948 - Tamás Wichmann, canoista ungherese († 2020)
- 1948 - Ram Baran Yadav, politico e medico nepalese
- 1949 - Angela Alberti, ex ginnasta italiana
- 1949 - Arjun Appadurai, antropologo statunitense
- 1949 - Michael Beck, attore statunitense
- 1949 - Sebastiano Bongiorno, magistrato e politico italiano
- 1949 - Graziella Ciaiolo, cantante italiana
- 1949 - Brian Horton, allenatore di calcio e ex calciatore inglese
- 1949 - Claude Nori, fotografo francese
- 1949 - Svein Ivar Sigernes, allenatore di calcio e ex calciatore norvegese
- 1950 - Bill Adams, giocatore di football americano statunitense
- 1950 - Linda Bassett, attrice britannica
- 1950 - Phil Ehart, batterista e produttore discografico statunitense
- 1950 - Jerry Heidenreich, nuotatore statunitense († 2002)
- 1950 - Giuseppe Martelli, enologo italiano
- 1950 - Chiara Simonelli, psicologa e sessuologa italiana
- 1950 - Mick Woodmansey, batterista inglese
- 1951 - Patrick Bergin, attore irlandese
- 1951 - Kamil Brabenec, ex cestista e allenatore di pallacanestro cecoslovacco
- 1951 - Dariush, cantante iraniano
- 1951 - Sahameddin Mirfakhraei, ex calciatore iraniano
- 1951 - Hideo Sawada, imprenditore giapponese
- 1951 - Roberta Scarpa, stilista italiana
- 1951 - François Tracanelli, ex astista francese
- 1952 - Alberto Albero, ex lunghista italiano
- 1952 - Paul Bennett, ex calciatore inglese
- 1952 - Abdalá Bucaram, avvocato, politico e ex velocista ecuadoriano
- 1952 - Mervyn Cawston, ex calciatore inglese
- 1952 - Ennio Chiodi, giornalista italiano
- 1952 - Lisa Eichhorn, attrice statunitense
- 1952 - Kudsi Erguner, flautista turco
- 1952 - Antonio Vittorino Gaddi, medico e scrittore italiano
- 1952 - Arkadiusz Godel, ex schermidore polacco
- 1952 - Richard Lineback, attore statunitense
- 1952 - Manrico Marchetto, rugbista a 15 e architetto italiano († 2024)
- 1952 - Héctor Rodríguez, ex cestista messicano
- 1952 - Jenny Shipley, politica neozelandese
- 1952 - Gianfranco Venturi, politico italiano
- 1953 - Roberto Barbieri, dirigente d'azienda e politico italiano
- 1953 - Mensun Bound, archeologo britannico
- 1953 - Fosco Gasperi, autore televisivo, sceneggiatore e regista televisivo italiano
- 1953 - Hubert Houben, storico tedesco
- 1953 - Kitarō, musicista, compositore e arrangiatore giapponese
- 1953 - Denia Mazzola Gavazzeni, soprano italiano
- 1953 - Avigdor Moskowitz, ex cestista israeliano
- 1953 - Jerome Powell, avvocato e banchiere statunitense
- 1953 - Ron Riddle, batterista statunitense
- 1953 - Alan Shoulder, calciatore e allenatore di calcio inglese († 2025)
- 1953 - Svetlana Ul'masova, mezzofondista sovietica († 2009)
- 1953 - Roger Verdi, ex calciatore inglese
- 1953 - Tatsuro Yamashita, cantante giapponese
- 1954 - Tim Caldwell, ex fondista statunitense
- 1954 - Shigeru Chiba, attore e doppiatore giapponese
- 1954 - Franza Di Rosa, regista italiana
- 1954 - Roberto Diem Tigani, compositore e direttore d'orchestra italiano († 2016)
- 1954 - Vladimir Drinfel'd, matematico sovietico
- 1954 - Andrej Karlov, politico e diplomatico russo († 2016)
- 1954 - Felipe Martín, ex calciatore spagnolo
- 1954 - Jelica Pavličić, ex velocista jugoslava
- 1954 - Maurizio Restelli, ex calciatore italiano
- 1954 - Patrizio Roversi, conduttore televisivo italiano
- 1954 - Adriana Russo, attrice e cantante italiana
- 1954 - John Whitlinger, ex tennista statunitense
- 1954 - Jeff Wood, allenatore di calcio e ex calciatore inglese
- 1955 - Walter Barfuss, bobbista tedesco († 1999)
- 1955 - Mikuláš Dzurinda, politico slovacco
- 1955 - He Lifeng, politico e economista cinese
- 1956 - Luigi Bertolini, ex calciatore italiano
- 1956 - Gianpaolo Grudina, ex calciatore italiano
- 1956 - Alma Pescalli, ex mezzofondista e velocista italiana
- 1956 - Alfred Scheiwiler, ex calciatore svizzero
- 1956 - Ernst Wansley, ex cestista statunitense
- 1957 - Alessandro Andreatta, politico italiano
- 1957 - Walter Van Beirendonck, stilista belga
- 1957 - Don Davis, compositore e musicista statunitense
- 1957 - Carlo Gentina, fumettista italiano
- 1957 - Oded Goldreich, informatico e crittografo israeliano
- 1957 - Shigeru Ishiba, politico giapponese
- 1957 - Marc Lambron, scrittore, funzionario e critico letterario francese
- 1957 - Patrick Le Hyaric, giornalista e politico francese
- 1957 - Riccardo Milana, politico italiano
- 1957 - Laura Scarpa, fumettista e illustratrice italiana
- 1958 - Gianni Bersanetti, doppiatore e direttore del doppiaggio italiano
- 1958 - Chen Jingang, allenatore di calcio e ex calciatore cinese
- 1958 - Kjell Ola Dahl, scrittore e sceneggiatore norvegese
- 1958 - Guina, ex calciatore brasiliano
- 1958 - Kathy Heddy, ex nuotatrice statunitense
- 1958 - Keigo Higashino, scrittore giapponese
- 1958 - Salvatore Mannone, giocatore di biliardo italiano
- 1958 - Kazuaki Nagasawa, ex calciatore giapponese
- 1958 - Adriano Polenta, dirigente sportivo e ex calciatore italiano
- 1958 - Haleh Sahabi, attivista e giornalista iraniana († 2011)
- 1958 - Werner Schwab, scrittore e drammaturgo austriaco († 1994)
- 1959 - Stefano Albertini, doppiatore italiano
- 1959 - Jonathan Cavendish, produttore cinematografico britannico
- 1959 - Tsitsi Dangarembga, scrittrice e regista zimbabwese
- 1959 - Darryl Johansen, scacchista australiano
- 1959 - Juan Manuel López Iturriaga, ex cestista spagnolo
- 1959 - Monica Luisa Macovei, politica rumena
- 1959 - Christian Schreier, allenatore di calcio, dirigente sportivo e ex calciatore tedesco
- 1959 - Lawrence Taylor, ex giocatore di football americano statunitense
- 1959 - Héctor Valer, politico e avvocato peruviano
- 1959 - Zeca Pagodinho, cantante e compositore brasiliano
- 1960 - Massimo Arduini, pilota automobilistico italiano
- 1960 - Jeffrey Carrión, ex cestista portoricano
- 1960 - Siobhan Dowd, scrittrice e attivista inglese († 2007)
- 1960 - Jenette Goldstein, attrice statunitense
- 1960 - Matthieu Hartley, tastierista inglese
- 1960 - Jonathan Larson, compositore e drammaturgo statunitense († 1996)
- 1960 - Eddy Voordeckers, ex calciatore belga
- 1960 - George Cosmas Zumaire Lungu, vescovo cattolico zambiano
- 1961 - Neal Asher, autore di fantascienza britannico
- 1961 - Henry Bogdan, bassista e chitarrista statunitense
- 1961 - Gabriele Capolino, giornalista e editore italiano
- 1961 - László Felföldi, vescovo cattolico ungherese
- 1961 - Jan Verner Hansen, ex calciatore danese
- 1961 - Geoffrey A. Henderson, giudice trinidadiano
- 1961 - Gilbert Houngbo, politico togolese
- 1961 - Andrea Messersì, ex calciatore italiano
- 1961 - Denis Savard, ex hockeista su ghiaccio e allenatore di hockey su ghiaccio canadese
- 1961 - Mark Simpson, ex cestista statunitense
- 1961 - Claudia Tenney, politica statunitense
- 1961 - Robert Weir, ex discobolo e martellista britannico
- 1962 - Vladimer Aptsiauri, schermidore sovietico († 2012)
- 1962 - Clint Black, cantautore, polistrumentista e produttore discografico statunitense
- 1962 - Frank Bunce, ex rugbista a 15 e allenatore di rugby a 15 neozelandese
- 1962 - Antonella Capriotti, ex lunghista e triplista italiana
- 1962 - Andrea Cioffi, politico italiano
- 1962 - Jaume Duch Guillot, avvocato spagnolo
- 1962 - Vern Fleming, ex cestista e allenatore di pallacanestro statunitense
- 1962 - Lubna Khalid Al Qasimi, politica emiratina
- 1962 - Javier Murguialday, ex ciclista su strada spagnolo
- 1962 - Jim O'Heir, attore statunitense
- 1962 - Michael Riley, attore canadese
- 1962 - John Gordon Sinclair, attore e cantante britannico
- 1963 - Pier Bergonzi, giornalista italiano
- 1963 - Andrés Espinosa, ex maratoneta messicano
- 1963 - Sergej Fokičev, ex pattinatore di velocità su ghiaccio sovietico
- 1963 - Bryan Mantia, batterista statunitense
- 1963 - Giommaria Monti, giornalista e autore televisivo italiano
- 1963 - Sergej Pugačëv, imprenditore, banchiere e politico russo
- 1963 - Tracie Ruiz, sincronetta statunitense
- 1963 - Rachel Treweek, teologa e vescovo anglicano inglese
- 1963 - Pirmin Zurbriggen, ex sciatore alpino e allenatore di sci alpino svizzero
- 1964 - Jean Acedo, allenatore di calcio e ex calciatore francese
- 1964 - Ricardo Acioly, ex tennista e allenatore di tennis brasiliano
- 1964 - Elżbieta Bieńkowska, politica polacca
- 1964 - Corneille Daems, ex ciclista su strada belga
- 1964 - Juan Martínez Oliver, dirigente sportivo, ex ciclista su strada e pistard spagnolo
- 1964 - Øystein Neerland, dirigente sportivo e ex calciatore norvegese
- 1964 - Oleh Protasov, dirigente sportivo, allenatore di calcio e ex calciatore ucraino
- 1964 - Marc Van Der Linden, ex calciatore belga
- 1964 - Steven Vanackere, politico belga
- 1964 - Vjačeslav Volodin, politico russo
- 1965 - Klara Angerer, ex fondista italiana
- 1965 - Myrtle Augee, ex pesista britannica
- 1965 - Jerome Brown, giocatore di football americano statunitense († 1992)
- 1965 - Julianne Buescher, attrice e doppiatrice statunitense
- 1965 - Juan Curuchet, ex pistard e ciclista su strada argentino
- 1965 - Movses Hakobyan, generale armeno
- 1965 - Stig Henrik Hoff, attore norvegese
- 1965 - Antonio Lacedelli, ex saltatore con gli sci italiano
- 1965 - John van Loen, ex calciatore olandese
- 1966 - Marco Costa, dirigente d'azienda italiano
- 1966 - Vjačeslav Ekimov, dirigente sportivo, ex ciclista su strada e pistard russo
- 1966 - Asbjørn Helgeland, dirigente sportivo e ex calciatore norvegese
- 1966 - Niels Henriksen, ex canottiere danese
- 1966 - Kyōko Koizumi, cantante e attrice giapponese
- 1966 - María Jesús Montero, medica e politica spagnola
- 1966 - Egidio Notaristefano, allenatore di calcio e ex calciatore italiano
- 1966 - Marjut Rolig, ex fondista e dirigente sportiva finlandese
- 1966 - Guy Spier, imprenditore svizzero
- 1966 - Battista Tomasoni, ex sciatore alpino italiano
- 1967 - Trond-Arne Bredesen, ex combinatista nordico norvegese
- 1967 - Alejo García Pintos, attore argentino
- 1967 - Adriano Graziano, mafioso italiano
- 1967 - Sergej Grin'kov, pattinatore artistico su ghiaccio sovietico († 1995)
- 1967 - Aliishia Kinoshita, ex velista giapponese
- 1968 - Guillermo Andino, giornalista argentino
- 1968 - Geoff Aunger, ex calciatore canadese
- 1968 - Joachim Brudziński, politico polacco
- 1968 - Mirsad Dedić, ex calciatore bosniaco
- 1968 - Víctor Díaz, ex cestista venezuelano
- 1968 - Beate Gummelt, ex marciatrice tedesca
- 1968 - Toni Muñoz, ex calciatore spagnolo
- 1968 - Kuranosuke Sasaki, attore giapponese
- 1968 - Éric Sikora, dirigente sportivo, allenatore di calcio e ex calciatore francese
- 1968 - Stefano Tartarotti, illustratore e fumettista italiano
- 1968 - Sami Trabelsi, allenatore di calcio e ex calciatore tunisino
- 1969 - Nickie Aiken, politica britannica
- 1969 - Andrea Bianchi, allenatore di calcio e ex calciatore italiano
- 1969 - Lileko Bonzali, ex cestista della Repubblica Democratica del Congo
- 1969 - Ilaria Caprioglio, politica, ex modella e saggista italiana
- 1969 - Natal'ja Chodakova, ex cestista russa
- 1969 - Nicolai Dunger, cantante e compositore svedese
- 1969 - Augusto Fornari, attore italiano
- 1969 - Sven Erik Kristiansen, cantautore e musicista norvegese
- 1969 - Brandy Ledford, attrice e modella statunitense
- 1969 - Claudia Michelsen, attrice tedesca
- 1969 - Johnny Mølby, allenatore di calcio e ex calciatore danese
- 1969 - Reinhard Neuner, ex biatleta e ex fondista austriaco
- 1969 - Cesare Romano, giurista italiano
- 1969 - Matthew Yates, ex mezzofondista britannico
- 1970 - Ramzan Achmadov, generale russo († 2001)
- 1970 - Gabrielle Anwar, attrice britannica
- 1970 - Nedžad Bajrović, ex calciatore bosniaco
- 1970 - Hunter Biden, avvocato e imprenditore statunitense
- 1970 - Kevin Campbell, calciatore inglese († 2024)
- 1970 - Erik Cleymans, ex cestista belga
- 1970 - Marina El'cova, ex pattinatrice artistica su ghiaccio russa
- 1970 - Sean Emmett, pilota motociclistico britannico
- 1970 - Jo Jo English, ex cestista statunitense
- 1970 - Gertrudis Gómez, ex cestista cubana
- 1970 - Jonathan D. Gray, dirigente d'azienda statunitense
- 1970 - Michael Guest, politico statunitense
- 1970 - Gilberto Hernández, scacchista messicano
- 1970 - James Murphy, cantante, musicista e produttore discografico statunitense
- 1970 - Renate Oberhofer, ex sciatrice alpina italiana
- 1970 - Norman Ohler, giornalista, scrittore e sceneggiatore tedesco
- 1970 - Todd Peterson, ex giocatore di football americano statunitense
- 1970 - Toni Porkka, ex hockeista su ghiaccio finlandese
- 1970 - Nick Raskulinecz, produttore discografico statunitense
- 1970 - Eugene Rhuggenaath, politico olandese
- 1970 - Lawrence Sher, direttore della fotografia e regista statunitense
- 1970 - Jon Spaihts, sceneggiatore statunitense
- 1970 - Mirosław Waligóra, ex calciatore polacco
- 1970 - Garikai Zuze, ex calciatore e ex giocatore di calcio a 5 zimbabwese
- 1971 - Tiziana Beghin, politica italiana
- 1971 - Francesco Belsito, politico italiano
- 1971 - Rob Corddry, attore e comico statunitense
- 1971 - Marco Ferrante, dirigente sportivo, procuratore sportivo e ex calciatore italiano
- 1971 - Eric Garcetti, politico statunitense
- 1971 - Michael A. Goorjian, attore e regista statunitense
- 1971 - Vüqar İsmayılov, ex calciatore azero
- 1971 - Edward Kitsis, sceneggiatore e produttore televisivo statunitense
- 1971 - Fatmir Limaj, militare e politico kosovaro
- 1971 - Trecia Roberts, ex ostacolista thailandese
- 1971 - Sabrina Sidoti, ex cestista italiana
- 1971 - Nikki Stone, ex sciatrice freestyle statunitense
- 1971 - Wu Naiqun, ex cestista cinese
- 1972 - Francesca Barberini, conduttrice televisiva e gastronoma italiana
- 1972 - Sara D'Amario, attrice e scrittrice italiana
- 1972 - Amadou Dioum, ex cestista ivoriano
- 1972 - Nurzhan Doskeyev, ex giocatore di calcio a 5 kazako
- 1972 - Andrés Duarte, ex calciatore paraguaiano
- 1972 - Giovanni Silva de Oliveira, ex calciatore brasiliano
- 1972 - Aleksandar Kesar, allenatore di pallacanestro serbo
- 1972 - Ma Mingyu, ex calciatore cinese
- 1972 - Javier Mazzoni, ex calciatore argentino
- 1972 - Andrea Millevoi, militare italiano († 1993)
- 1972 - Vladimir Petrović, ex calciatore croato
- 1972 - Peter Uneken, allenatore di calcio e ex calciatore olandese
- 1972 - Luizinho Vieira, allenatore di calcio e ex calciatore brasiliano
- 1973 - Titus Channer, ex cestista canadese
- 1973 - Gilberto Jiménez, ex calciatore messicano
- 1973 - Manny Legace, ex hockeista su ghiaccio canadese
- 1973 - Martín Machón, ex calciatore guatemalteco
- 1973 - Barbara Polo, politica italiana
- 1973 - Óscar de la Hoya, pugile e dirigente sportivo statunitense
- 1974 - Simone Cattaneo, poeta italiano († 2009)
- 1974 - Urmila Matondkar, attrice indiana
- 1974 - Luca Mazzanti, ex ciclista su strada italiano
- 1974 - Lee Pearson, cavaliere britannico
- 1974 - Jeff Schroeder, musicista statunitense
- 1974 - Irina Skladneva, ex fondista russa
- 1974 - Samir Xairov, ex calciatore azero
- 1975 - Vittorio Arrigoni, attivista, giornalista e scrittore italiano († 2011)
- 1975 - Fulvio Centoz, politico italiano
- 1975 - Olen Cesari, violinista albanese
- 1975 - Aliet García, ex giocatore di calcio a 5 cubano
- 1975 - Siegfried Grabner, ex snowboarder austriaco
- 1975 - Jan Hruška, ex ciclista su strada ceco
- 1975 - Natalie Imbruglia, cantautrice e attrice australiana
- 1975 - Toni Matarrelli, politico italiano
- 1975 - Pasquale Pepe, politico italiano
- 1975 - Denis Pimankov, ex nuotatore russo
- 1975 - Taryn Simon, artista statunitense
- 1975 - Andrius Šležas, ex cestista lituano
- 1975 - Pietro Taricone, attore e personaggio televisivo italiano († 2010)
- 1975 - Atilla Taş, cantante e attore turco
- 1975 - Martina Thorogood, modella venezuelana
- 1976 - Chen Kun, attore e cantante cinese
- 1976 - Veysel Cihan, ex calciatore turco
- 1976 - Tiziana Ciprini, politica italiana
- 1976 - Toshiaki Fushimi, ex pistard giapponese
- 1976 - Cam'ron, rapper e attore statunitense
- 1976 - Ėduard Gricun, ex pistard russo
- 1976 - Avdullah Hoti, politico kosovaro
- 1976 - Cecilie Hagen Larsen, ex sciatrice alpina norvegese
- 1976 - Aleksandr Petrenko, cestista russo († 2006)
- 1976 - Murat Şahin, allenatore di calcio e ex calciatore turco
- 1976 - Carlos Toro, calciatore cileno
- 1977 - Gavin DeGraw, cantautore statunitense
- 1977 - Volodymyr Jaksmanyc'kyj, ex calciatore ucraino
- 1977 - Sandro Mendes, allenatore di calcio e ex calciatore capoverdiano
- 1977 - Marios Neofytou, allenatore di calcio e ex calciatore cipriota
- 1977 - Francesco Pelle, mafioso italiano
- 1978 - Mohamed Abd El-Fatah, ex lottatore egiziano
- 1978 - Marian Aliuță, ex calciatore rumeno
- 1978 - Mauro Bonaiuti, ex cestista italiano
- 1978 - Laurence Borremans, modella belga
- 1978 - Tomasz Dawidowski, procuratore sportivo e ex calciatore polacco
- 1978 - Gianni Del Vecchio, giornalista e scrittore italiano
- 1978 - Elvis Évora, ex cestista capoverdiano
- 1978 - Yuanta Holland, ex cestista e allenatore di pallacanestro statunitense
- 1978 - Pavol Hurajt, fondista e biatleta slovacco
- 1978 - Hernán Jasen, ex cestista e dirigente sportivo argentino
- 1978 - Mathurin Kameni, ex calciatore camerunese
- 1978 - Jucimara Evangelista Dantas, ex cestista brasiliana
- 1978 - Ömer Onan, ex cestista e dirigente sportivo turco
- 1978 - Isabella Turso, pianista e compositrice italiana
- 1978 - Anna Vnukova, pentatleta bielorussa
- 1979 - Andrėj Arloŭski, artista marziale misto bielorusso
- 1979 - Johan Coenen, ex ciclista su strada belga
- 1979 - Annick De Ridder, avvocata e politica belga
- 1979 - Carlos Richard Díaz, ex calciatore uruguaiano
- 1979 - Mareva Galanter, modella, attrice e cantante francese
- 1979 - Huang Xu, ginnasta cinese
- 1979 - Kang Ji-suk, ex cestista sudcoreana
- 1979 - Lee Sang-hong, ex calciatore sudcoreano
- 1979 - Ben Lerner, scrittore e poeta statunitense
- 1979 - Cinzia Molena, attrice, personaggio televisivo e ex modella italiana
- 1979 - Jeff Morrison, ex tennista statunitense
- 1979 - Giorgio Pantano, ex pilota automobilistico italiano
- 1979 - Denis Popov, ex calciatore e allenatore di calcio russo
- 1979 - Manuel Pozzerle, snowboarder italiano
- 1979 - Ebrahim Sadeqi, calciatore iraniano
- 1979 - Willamis de Souza Silva, ex calciatore brasiliano
- 1980 - Yared Asmerom, maratoneta eritreo
- 1980 - Alpha Bangura, ex cestista sierraleonese
- 1980 - Barbara Campanari, ex pallavolista italiana
- 1980 - Amer Khalil Deeb, calciatore giordano
- 1980 - Gary Kikaya, velocista congolese (Repubblica Democratica del Congo)
- 1980 - Kenta Kiritani, attore e cantante giapponese
- 1980 - Satoru Kitaoka, artista marziale misto giapponese
- 1980 - Zach Mecelis, imprenditore e filantropo lituano
- 1980 - Roberto García Cabello, allenatore di calcio e ex calciatore spagnolo
- 1980 - Raimonds Vaikulis, ex cestista lettone
- 1980 - Kentarō Yabuki, fumettista giapponese
- 1981 - Alecsandro Barbosa Filisbino, ex calciatore brasiliano
- 1981 - Aljaksej Baha, allenatore di calcio e ex calciatore bielorusso
- 1981 - Marisa Casanueva, maratoneta e mezzofondista spagnola
- 1981 - Paulien van Deutekom, pattinatrice di velocità su ghiaccio olandese († 2019)
- 1981 - Ruslan Hryščenko, ciclista su strada ucraino
- 1981 - Jason Kapono, ex cestista statunitense
- 1981 - Risto Mattila, ex snowboarder finlandese
- 1981 - Nedžad Mulabegović, pesista croato
- 1981 - José Miguel Organista Simões Aguiar, ex calciatore portoghese
- 1981 - Sabrina Sato, modella, danzatrice e attrice brasiliana
- 1981 - Johan Vansummeren, ex ciclista su strada belga
- 1982 - Nelson Akwari, ex calciatore statunitense
- 1982 - Laurence Arné, attrice, regista e umorista francese
- 1982 - Moïse Brou Apanga, calciatore ivoriano († 2017)
- 1982 - Daniela Cardinale, politica italiana
- 1982 - Terrence Crawford, ex cestista statunitense
- 1982 - Rosalind Eleazar, attrice britannica
- 1982 - Orien Greene, ex cestista statunitense
- 1982 - Mathieu Heijboer, dirigente sportivo e ex ciclista su strada olandese
- 1982 - Ernest Koroma, ex calciatore sierraleonese
- 1982 - Fernando Morales, allenatore di pallavolo e ex pallavolista portoricano
- 1982 - Ivan Neprjaev, hockeista su ghiaccio russo
- 1982 - Chris Sabin, wrestler statunitense
- 1982 - Odair Souza, ex calciatore brasiliano
- 1982 - Blake Stepp, ex cestista statunitense
- 1982 - Mandisa Stevenson, ex cestista statunitense
- 1982 - Ivars Timermanis, ex cestista lettone
- 1982 - Tomas Vaitkus, ex ciclista su strada e pistard lituano
- 1982 - Roman Wallner, ex calciatore austriaco
- 1982 - Kimberly Wyatt, cantante, ballerina e coreografa statunitense
- 1983 - Lauren Ash, attrice e doppiatrice canadese
- 1983 - Hannibal Buress, comico e attore statunitense
- 1983 - Miguel Ângelo Moita Garcia, ex calciatore portoghese
- 1983 - Miljan Pupović, ex cestista serbo
- 1983 - Blerim Rrustemi, ex calciatore albanese
- 1983 - Dajuan Wagner, ex cestista statunitense
- 1984 - Doug Fister, ex giocatore di baseball statunitense
- 1984 - Jesús Gil Manzano, arbitro di calcio spagnolo
- 1984 - Mi-Na Kim, pallavolista italiana
- 1984 - Pablo Ledesma, ex calciatore argentino
- 1984 - Christine Nguyen, attrice statunitense
- 1984 - Mauricio Pinilla, ex calciatore cileno
- 1984 - Ben Robson, attore e modello britannico
- 1984 - Nawapol Thamrongrattanarit, regista e sceneggiatore thailandese
- 1984 - Jacobo Ynclán, ex calciatore spagnolo
- 1985 - Bashy, musicista e attore britannico
- 1985 - Luis Cequeira, cestista argentino
- 1985 - Éder Luís, ex calciatore brasiliano
- 1985 - Bug Hall, attore statunitense
- 1985 - Katarzyna Krężel, ex cestista polacca
- 1985 - Trent McClenahan, calciatore australiano
- 1985 - Fredrik Olsson, ex calciatore svedese
- 1985 - Ignacio Piatti, ex calciatore argentino
- 1985 - Clément Pinault, calciatore francese († 2009)
- 1985 - Mariee Sioux, cantautrice statunitense
- 1986 - Diāna Dadzīte, atleta paralimpica lettone
- 1986 - Giorgi Gamq'relidze, ex cestista georgiano
- 1986 - Tore Andreas Gundersen, calciatore norvegese
- 1986 - Maximilian Götz, pilota automobilistico tedesco
- 1986 - Christina Hengster, ex bobbista, ex discobola e ex martellista austriaca
- 1986 - Ricardo Jérez, calciatore guatemalteco
- 1986 - Geoffrey Jourdren, allenatore di calcio e ex calciatore francese
- 1986 - Miroslav Kaluđerović, ex calciatore montenegrino
- 1986 - Aleksej Kravčenko, tuffatore russo
- 1986 - Aleksandr Makarenko, ex calciatore russo
- 1986 - Ingimundur Níels Óskarsson, ex calciatore islandese
- 1986 - Kosi Saka, ex calciatore congolese (Repubblica Democratica del Congo)
- 1986 - Nicolás Sánchez, allenatore di calcio e ex calciatore argentino
- 1986 - Jerome Simpson, ex giocatore di football americano statunitense
- 1986 - Júlio César de Oliveira, giavellottista brasiliano
- 1986 - Dinélson, ex calciatore brasiliano
- 1987 - Girmaw Amare, maratoneta israeliano
- 1987 - Chatchai Budprom, calciatore thailandese
- 1987 - Nacho Casanova, ex calciatore spagnolo
- 1987 - Jérémy Faug-Porret, ex calciatore francese
- 1987 - Anton Gafarov, ex fondista russo
- 1987 - Ignacio Garriga, politico spagnolo
- 1987 - Troy Herfoss, pilota motociclistico australiano
- 1987 - Jorvorskie Lane, giocatore di football americano statunitense
- 1987 - Darren O'Dea, allenatore di calcio e ex calciatore irlandese
- 1987 - Jiří Pimpara, calciatore ceco
- 1987 - Lucie Šafářová, tennista ceca
- 1987 - Lewis Tan, attore, modello e artista marziale britannico
- 1987 - Nikita Vitjugov, scacchista russo
- 1988 - Calvin Abueva, cestista filippino
- 1988 - Nadia Bala, atleta paralimpica e attivista italiana
- 1988 - Charlie Barnett, attore statunitense
- 1988 - Beau Belga, cestista filippino
- 1988 - Rubén Bernal, attore, ballerino e modello spagnolo
- 1988 - Oleg Clonin, ex calciatore moldavo
- 1988 - Érika Cristiano dos Santos, calciatrice brasiliana
- 1988 - David Estrada, ex calciatore messicano
- 1988 - Jeff Horn, pugile australiano
- 1988 - Boubacar Mansaly, ex calciatore senegalese
- 1988 - Antony Moulds, calciatore britannico
- 1988 - Ayano Niina, doppiatrice giapponese
- 1988 - Carly Patterson, cantante e ex ginnasta statunitense
- 1988 - Edoardo Piscopo, pilota automobilistico italiano
- 1988 - Pavol Poliaček, calciatore slovacco
- 1988 - Ivan Scimonelli, ex velista italiano
- 1988 - Matija Škarabot, calciatore sloveno
- 1988 - Barry Stewart, ex cestista statunitense
- 1988 - Tamás Szalai, canoista ungherese
- 1988 - Ace Tarberry, ex sciatore alpino statunitense
- 1988 - Linda de Vries, pattinatrice di velocità su ghiaccio olandese
- 1988 - Pablo de Blasis, calciatore argentino
- 1989 - Mohammed Abdulrahman, calciatore emiratino
- 1989 - Lavoy Allen, ex cestista statunitense
- 1989 - Maurício Silva, pallavolista brasiliano
- 1989 - Febian Brandy, ex calciatore inglese
- 1989 - Christian Delle Stelle, ex ciclista su strada italiano
- 1989 - Joel Ekstrand, ex calciatore svedese
- 1989 - Geovane Maranhão, calciatore brasiliano
- 1989 - Laura Gonçalves, modella portoghese
- 1989 - Khaseem Greene, giocatore di football americano statunitense
- 1989 - Valentina Gunina, scacchista russa
- 1989 - Anders Hermodsson, giocatore di football americano e allenatore di football americano svedese († 2022)
- 1989 - Ion Izagirre, ciclista su strada spagnolo
- 1989 - Nkosi Johnson, attivista sudafricano († 2001)
- 1989 - Guillaume Katz, ex calciatore svizzero
- 1989 - Hlafira Marcinovič, ginnasta bielorussa
- 1989 - André Micael, ex calciatore portoghese
- 1989 - Oleksandra Prystupa, ex cestista ucraina
- 1989 - Larissa Ramos, modella brasiliana
- 1989 - Evgenija Rodina, tennista russa
- 1989 - Durrell Summers, cestista statunitense
- 1989 - Naomi Ōzora, doppiatrice giapponese
- 1990 - José Manuel Barbosa Alves, ex calciatore portoghese
- 1990 - Sonya Belousova, compositrice e pianista russa
- 1990 - Dieter Elsneg, ex calciatore austriaco
- 1990 - David Fällman, calciatore svedese
- 1990 - Giovanni Frapporti, rugbista a 15 italiano
- 1990 - Laura Glavan, attrice romena
- 1990 - C.J. Goodwin, giocatore di football americano statunitense
- 1990 - Florent Hanin, calciatore francese
- 1990 - Marta López, pallamanista spagnola
- 1990 - Nairo Quintana, ciclista su strada colombiano
- 1990 - Ren Junfei, cestista cinese
- 1990 - Oscar Reyes, giocatore di beach soccer messicano
- 1990 - Aikaterinī Stefanidī, astista greca
- 1990 - Haruka Tomatsu, attrice, doppiatrice e cantante giapponese
- 1991 - Hassan Abu Zaid, ex calciatore israeliano
- 1991 - Fred Evans, pugile gallese
- 1991 - Seray Kaya, attrice turca
- 1991 - Mathew Leckie, calciatore australiano
- 1991 - Carolina Marcialis, pallanuotista italiana
- 1991 - Leonardo Melazzi, calciatore uruguaiano
- 1991 - Zvonko Pamić, calciatore croato
- 1991 - Reggie Lambe, calciatore bermudiano
- 1991 - Aya Ōmasa, attrice e modella giapponese
- 1992 - Gaylor Curier, cestista francese
- 1992 - Erik Daniel, calciatore ceco
- 1992 - Saulo Decarli, calciatore svizzero
- 1992 - Tadeu Ferreira, calciatore brasiliano
- 1992 - Navarone Foor, calciatore olandese
- 1992 - Emily Hartong, pallavolista statunitense
- 1992 - Timothy Hepp, giocatore di curling statunitense
- 1992 - Zurabi Iakobishvili, lottatore georgiano
- 1992 - Riki, cantautore italiano
- 1992 - Sofie Oyen, ex tennista belga
- 1992 - Nikola Perić, calciatore serbo
- 1992 - Florian Pinteaux, ex calciatore francese
- 1992 - Hugo Silva, calciatore argentino
- 1992 - Derron Smith, ex giocatore di football americano statunitense
- 1992 - Rainette Uiato, pallavolista statunitense
- 1992 - Jordan White, calciatore scozzese
- 1992 - Radoš Šešlija, cestista serbo
- 1993 - Jorge Aguilar, calciatore paraguaiano
- 1993 - Rachid Aït-Atmane, calciatore algerino
- 1993 - Bae Noo-ri, attrice sudcoreana
- 1993 - Stanislav Bogdanovič, scacchista ucraino († 2020)
- 1993 - Izol'da Djušauk, attrice russa
- 1993 - Patrick Drewes, calciatore tedesco
- 1993 - Carlos González Espínola, calciatore paraguaiano
- 1993 - Mirko Gori, calciatore italiano
- 1993 - Kuban, rapper polacco
- 1993 - Marcos Andrés López, calciatore ecuadoriano
- 1993 - Francesco Marrai, velista italiano
- 1993 - Peerapat Notchaiya, calciatore thailandese
- 1993 - Emiliano Rigoni, calciatore argentino
- 1993 - Ed Sanders, attore e cantante britannico
- 1993 - Thiago Santana, calciatore brasiliano
- 1993 - Roberts Savaļnieks, calciatore lettone
- 1993 - Jesper Tolvers, tuffatore svedese
- 1993 - Federico Vega, calciatore argentino
- 1993 - Frederico Venâncio, calciatore portoghese
- 1993 - Anouk Vetter, multiplista olandese
- 1994 - Unai Bilbao, calciatore spagnolo
- 1994 - Benjamin Declercq, ex ciclista su strada belga
- 1994 - Curt Dizon, calciatore filippino
- 1994 - Giorgi Eristavi, ex calciatore georgiano
- 1994 - Jessica Keiser, snowboarder svizzera
- 1994 - Pablo Larrea, calciatore spagnolo
- 1994 - Quentin Lecoeuche, calciatore francese
- 1994 - Miguel Ángel López, ciclista su strada colombiano
- 1994 - Carlos Julio Martínez, calciatore dominicano
- 1994 - Alem Merajić, calciatore bosniaco
- 1994 - Denise O'Sullivan, calciatrice irlandese
- 1994 - Santiago Ormeño, calciatore messicano
- 1994 - Alexia Putellas, calciatrice spagnola
- 1994 - Fábio Sturgeon, calciatore portoghese
- 1994 - Adrien Tameze, calciatore francese
- 1994 - Josua Tuisova, rugbista a 15 figiano
- 1994 - Marcos Valente, calciatore portoghese
- 1994 - Charles Marcelo da Silva, calciatore brasiliano
- 1995 - Dakarai Allen, cestista statunitense
- 1995 - Brandon Thomas Llamas, calciatore spagnolo
- 1995 - Elvin Camalov, calciatore azero
- 1995 - Greta Fernández, attrice spagnola
- 1995 - Taylor Fricano, pallavolista statunitense
- 1995 - Philipp Förster, calciatore tedesco
- 1995 - Serob Grigoryan, calciatore russo
- 1995 - Thomas Hagelskjær, calciatore danese
- 1995 - Benjamin Hassan, tennista libanese
- 1995 - Evgenij Kozlov, calciatore russo
- 1995 - Valter Lindström, ex cestista svedese
- 1995 - Igor Postonjski, calciatore croato
- 1995 - Luis Pérez Maqueda, calciatore spagnolo
- 1995 - Ella Rumpf, attrice svizzera
- 1995 - Ali Salmeen, calciatore emiratino
- 1995 - Anastasija Sedova, fondista russa
- 1995 - Pione Sisto, calciatore ugandese
- 1995 - Aynur Toleuova, modella kazaka
- 1995 - Lisa Vittozzi, biatleta italiana
- 1996 - Michela Cambiaghi, calciatrice italiana
- 1996 - Jack DiFalco, attore statunitense
- 1996 - Adrián Diéguez, calciatore spagnolo
- 1996 - Connie Han, pianista e musicista statunitense
- 1996 - Jerry Wiltshire, calciatore anglo-verginiano
- 1996 - Bruno Lima, pallavolista argentino
- 1996 - Tavares Martin jr., giocatore di football americano statunitense
- 1996 - Poleth Méndes, atleta paralimpica ecuadoriana
- 1996 - Federico Proia, calciatore italiano
- 1996 - Alessandra Prosdocimo, judoka italiana
- 1996 - Mohamed Sherif, calciatore egiziano
- 1997 - Emilie Beckmann, nuotatrice danese
- 1997 - Henrik Bjørdal, calciatore norvegese
- 1997 - Antonia Dulčić, calciatrice croata
- 1997 - Ricardo Ávila, calciatore panamense
- 1997 - Romani Hansen, cestista americo-verginiano
- 1997 - Braxton Key, cestista statunitense
- 1997 - Leon Kratzer, cestista tedesco
- 1997 - Juan Carlos Montenegro, calciatore boliviano
- 1997 - Leonel Mosevich, calciatore argentino
- 1997 - Ivan Rabb, ex cestista statunitense
- 1997 - Tim Soares, cestista statunitense
- 1997 - Stanley Zeregbe, giocatore di football americano francese
- 1998 - Beatrice Bianchi, fondista di corsa in montagna italiana
- 1998 - Nélson da Luz, calciatore angolano
- 1998 - Eray Cömert, calciatore svizzero
- 1998 - Valentina Gemetto, mezzofondista italiana
- 1998 - Jules Houplain, attore e modello francese
- 1998 - Phurba Lachenpa, calciatore indiano
- 1998 - Kaylah McPhee, tennista australiana
- 1998 - Alessandro Monaco, ex ciclista su strada italiano
- 1998 - Malik Monk, cestista statunitense
- 1998 - Pape-Alioune Ndiaye, calciatore francese
- 1998 - Omar Haktab Traoré, calciatore tedesco
- 1998 - Maximilian Wöber, calciatore austriaco
- 1998 - Marin Šverko, calciatore croato
- 1998 - Mihăiță Țigănescu, canottiere rumeno
- 1999 - Amilna Estevão, modella angolana
- 1999 - Murad Fatiyev, judoka azero
- 1999 - Both Gach, cestista statunitense
- 1999 - Christian García, calciatore andorrano
- 1999 - Derrick Köhn, calciatore tedesco
- 1999 - Javi Mier, calciatore spagnolo
- 1999 - Pol Molins, cestista spagnolo
- 1999 - Saul Nanni, attore e modello italiano
- 1999 - Ché Nunnely, calciatore olandese
- 1999 - Julián Palacios, calciatore argentino
- 1999 - Issah Salou, calciatore nigerino
- 1999 - Gilberto Sepúlveda, calciatore messicano
- 1999 - Mohammad Soltani Mehr, calciatore iraniano
- 1999 - Veljko Stojnić, ciclista su strada serbo
- 2000 - Geōrgios Antzoulas, calciatore greco
- 2000 - Lene Christensen, calciatrice danese
- 2000 - Bojica Nikčević, calciatore montenegrino
- 2000 - Salomón Obama, calciatore equatoguineano
- 2000 - Erkebulan Seýdaxmet, calciatore kazako
- 2000 - İlayda Tarhan, tiratrice a segno turca
- 2000 - Vincent Thill, calciatore lussemburghese
- 2000 - Alice Turco, pallavolista italiana
- 2000 - Davy van den Berg, calciatore olandese

## XXI secolo(40)
- 2001 - Indy Baijens, pallavolista olandese
- 2001 - Jenno Berckmoes, ciclista su strada belga
- 2001 - Andrea Carboni, calciatore italiano
- 2001 - Jacob Cowing, giocatore di football americano statunitense
- 2001 - Santiago Godoy, calciatore argentino
- 2001 - RJ Harvey, giocatore di football americano statunitense
- 2001 - Li Wenlong, pattinatore di short track cinese
- 2001 - Valdas Paulauskas, calciatore lituano
- 2001 - Cassiel Rousseau, tuffatore e ginnasta australiano
- 2001 - Rubén Sánchez, calciatore spagnolo
- 2002 - Ben Barclay, sciatore freestyle neozelandese
- 2002 - Ľubomír Belko, calciatore slovacco
- 2002 - José Caldera, calciatore colombiano
- 2002 - Juan Manuel Gutiérrez Freire, calciatore uruguaiano
- 2002 - Harold Mayot, tennista francese
- 2002 - Troy Parrott, calciatore irlandese
- 2002 - Houssine Rahimi, calciatore marocchino
- 2002 - Jarne Steuckers, calciatore belga
- 2002 - Graham Verchere, attore canadese
- 2002 - Emiel Verstrynge, ciclocrossista e ciclista su strada belga
- 2002 - Erencan Yardımcı, calciatore turco
- 2003 - Cristóbal Castillo, calciatore cileno
- 2003 - Rasmus Højlund, calciatore danese
- 2003 - Adel Mahamoud, calciatore comoriano
- 2003 - Edvin Ryding, attore svedese
- 2003 - Art Smakaj, calciatore kosovaro
- 2003 - Justin Smith, calciatore canadese
- 2004 - Paul Aron, pilota automobilistico estone
- 2004 - Pablo Furtado, calciatore uruguaiano
- 2004 - Haruka Kasai, combinatista nordica e saltatrice con gli sci giapponese
- 2004 - Yūna Kasai, combinatista nordica giapponese
- 2004 - Brahim Traoré, calciatore francese
- 2004 - Harrison Turner, nuotatore australiano
- 2004 - Dario Šits, calciatore lettone
- 2005 - Skye Blakely, ginnasta statunitense
- 2005 - Zidan Sertdemir, calciatore danese
- 2005 - Gustav Wissting, sciatore alpino svedese
- 2006 - Tyrique George, calciatore inglese
- 2007 - Melody, cantante e cantautrice brasiliana
- 2009 - Klaudie Kudělková, nuotatrice artistica ceca

## Senza anno specificato(1)
- Jea-eun Kim, fumettista sudcoreana († 2011)